# Javier Arango
Javier Arango Jiménez (Santa Isabel, Tolima, 6 de mayo de 1945-Planadas, Tolima, 20 de marzo de 1999) fue un sacerdote católico y periodista colombiano. Fue capellán del Ejército nacional colombiano y se desempeñó como periodista en cadenas radiales como Ecos del Combeima y Radio Super.

## Biografía
Inició su bachillerato en el Seminario Mayor para pasar luego a hacer estudios en la Universidad Javeriana. En 1972 fue ordenado sacerdote por monseñor José Joaquín Flórez. Se ordenó como sacerdote católico y por más de 20 años fue el capellán de la VI Brigada del Ejército de Colombia. Ejerció el periodismo durante 23 años, 21 de ellos vinculado a la cadena radial Super y 17 como corresponsal del Noticiero TV Hoy. También se desempeñó como periodista en Ecos del Combeima y fue propietario del periódico local 'El Ciudadano'.

### Fallecimiento
La avioneta de la empresa Sadi, de matrícula 1607, había despegado del aeropuerto Perales de Ibagué a las 7:30 de la mañana y según la torre de control a las 8:30 a. m., cuando sobrevolaba el municipio de Ataco en el sur del Tolima, tuvo su último contacto. Javier Arango acudía a Planadas con el fin de cubrir periodisticamente algunos trabajos de suplantación de cultivos que se adelantaban en Planadas, Tolima, como invitado por el programa Presidencial para la Sustitución de Cultivos Plante. Arango falleció tras un accidente aéreo en hechos registrados en la zona rural del municipio de Planadas.